# کنریچ ویلیامز
کنریچ ویلیامز (انگلیسی: Kenrich Williams؛ زادهٔ ۲ دسامبر ۱۹۹۴) بازیکن بسکتبال اهل ایالات متحده آمریکا است.
از باشگاه‌هایی که در آن بازی کرده‌است می‌توان به نیو اورلینز پلیکانز اشاره کرد.